# Piotr Zieliński
Piotr Sebastian Zieliński (Ząbkowice Śląskie, 20. svibnja 1994.) poljski je nogometaš koji igra kao vezni igrač za Inter Milan i poljsku reprezentaciju. Poznat je po svojoj svestranosti, preciznim dodavanjima, driblingu i izdržljivosti.

## Igračka karijera
Zieliński je svoju seniorsku klupsku karijeru započeo u talijanskom klubu Udinese 2012. godine prije nego što se pridružio Empoliju na posudbi 2014. godine. Zatim se pridružio talijanskom klubu Napoliju za 16 milijuna eura 2016. godine. Tijekom svog boravka u Napoliju, etablirao se kao ključni igrač momčadi, osvojivši Coppa Italia i pomažući klubu da osvoji prvi naslov Serie A u 33 godine. Nastupio je u 364 službene utakmice za Napoli, što ga čini jednim od najdosljednijih i najdugovječnijih igrača kluba tijekom njegovog mandata od 2016. do 2024. godine. Godine 2024. prešao je u Inter Milan.

## Reprezentativna karijera
Na međunarodnoj razini, Zieliński je od 2013. godine odigrao preko 90 utakmica za Poljsku. Izabran je da predstavlja naciju na Europskom prvenstvu 2016., gdje je pomogao svojoj momčadi da dođe do četvrtfinala. Također je sudjelovao na FIFA Svjetskom prvenstvu 2018., Europskom prvenstvu 2020., Svjetskom prvenstvu 2022. i Europskom prvenstvu 2024. Godine 2023. proglašen je poljskim nogometašem godine. Često se smatra jednim od najboljih poljskih nogometaša svih vremena.